# Julio Carrasco Bretón
Julio Carrasco Bretón (1950) es un artista plástico mexicano que se dedica principalmente a la pintura mural.

## Carrera artística
La primera vez que su trabajo fue expuesto al público oficialmente fue en la exhibición colectiva de la Galería Yoca en 1973, con su primera exhibición individual en 1977.
Desde entonces ha pintado murales en universidades, edificios gubernamentales, instituciones culturales y empresas privas de México, Francia, España, Costa Rica, Canadá y los Estados Unidos.Sus trabajos más conocidos son un mural emplazado en la Cámara de Diputados y un mural relacionado con el presidente Adolfo López Mateos en la Plaza Legislativa. También realizó murales en la alcaldía de Monterrey, la Academia Nacional de Artes en Sofía, Bulgaria, y en la Organización Mundial de la Propiedad Intelectual en Génova.
En 1976, realizó escenografías para el Teatro El Granero para presentación de un trabajo de Fernando Arrabal. Desde 2000 ha creado litografías con Atelier Bramsen en París y con Mario Reyes en su taller de Ciudad de México.
Carrasco ha creado su propio sistema para portar sus murales, el cual llamó "isoplastica.” La técnica incluye la creación de paneles con un compuesto de silicona y mármol pulverizado. Estos paneles pueden ser creados en su taller y luego transportados al lugar de ensamblaje. Por la facilidad de transporte, él les llamó “murales en taco”.Cuando el mural es recibido se puede ensamblar en menos de ocho horas.
A lo largo de su carrera ha creado más de 900 trabajos sobre lienzo. Desde entonces ha tenido más de 60 exhibiciones individuales y participado en más de 150 exhibiciones colectivas en 19 países diferentes. Sus trabajos pueden ser encontrados en instituciones y colecciones de la mayoría de los países de América y Europa.
En agosto de 2023, Carrasco presentó un extenso mural emplazado en la zona de migración del Aeropuerto Internacional Ben Gurión, por iniciativa del filántropo mexicano-israelí Isaac Assa.

## Artística

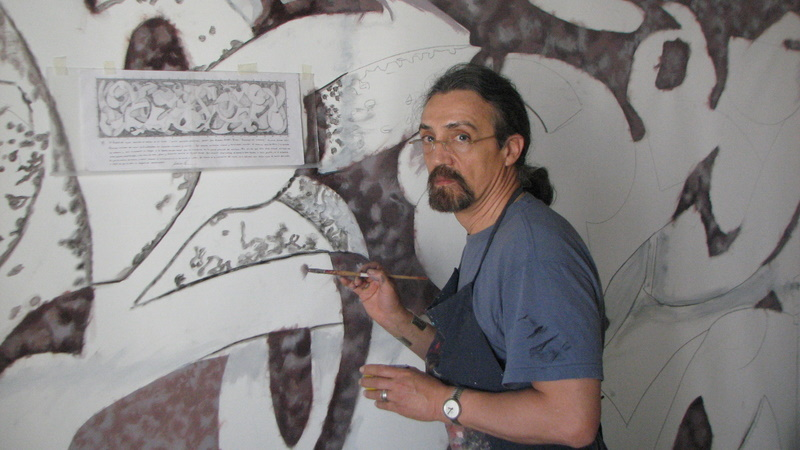
Trabajando en Epopeya del Intelecto

En general, sus pinturas tienen una influencia surrealista que puede ser apreciada en el uso de elementos figurativos, geométricos y abstractos. Normalmente tienden a la alegría por su composición, líneas y el uso del color.  Desde el 2000, se ha vuelto más abstracto y geométrico. El uso de colores fuertes se ha hecho más presente. Los temas de sus murales se encuentran mayoritariamente relacionados con ciencia, filosofía y arte, al igual que problemas ecológicos, mitología, movimientos sociales, historia y efecto de la tecnología en las sociedades.  Un mural en la Plaza Legislativa se llama Sintonía Ecotrópico, que detalla los efectos que ha tenido la ciencia y la tecnología en la naturaleza. El mural llamado  “La epopeya del intelecto” habla de la habilidad para crear e inventar. El mural llamado "Perfume” relata la historia del proceso para hacer un perfume, está instalado en la Plaza Lancaster Hotel in Toluca.  Sus trabajos sobre lienzo son usualmente de un tamaño mediano. Los temas en sus lienzos están usualmente relacionados con lo erótico, lo literario, las relaciones humanas, la política, la danza, el cine, el teatro y la poesía. La figura femenina aparece usualmente en sus trabajos.
Carrasco promueve el muralismo. Ha declarado su admiración por David Alfaro Siqueiros, especialmente en el uso de múltiples ángulos o “poliangulariad". Uno de estos murales móviles conmemoran la  Batalla de Puebla en 1985, la cual viajó por el estado de Puebla.

## Obras[10]
- La epopeya del intelecto. Génova, Suiza
- Visión finisecular. Bulgaria
- Santiaguera La Habana Cuba
- Sor Juana Ciudad de México México
- Monterrey 2000 Monterrey México
- Encuentro de Dos Mundos Sevilla España
- De territorio a Estado Chetumal México